# Kurt Zeitzler
Kurt Zeitzler, nemški general, * 9. junij 1895, Coßmar, † 25. september 1963, Hohenaschau.